# Kostel Panny Marie Bolestné (Jičín)
Kostel Panny Marie Bolestné (též uváděn jako kostel Panny Marie de Salle) leží v Královéhradeckém kraji ve městě Jičín v části Nové Město. Byl založen v roce 1629 a dostavěn v raně barokním stylu roku 1663.
Byl prohlášen kulturní památkou, památkově chráněn je od 3. května 1958.

## Historie
Kostel byl založen v roce 1629 podle plánů A. Spezzyho nebo N. Sebregondiho jako špitální a hřbitovní pod jménem Nejsvětější Trojice. V roce 1630 byl poškozen při požáru. Stavba byla roku 1634, po smrti Albrechta z Valdštejna, přerušena. V letech 1661–1663 byl dostavěn stavitelem J. Patočkou v raně barokní podobě a zasvěcen Panně Marii Bolestné de Salle. V roce 1718 byla v průčelí přistavěna věž stavitelem G. Gilmettim (Gilmetem). Roku 1795 byl opraven a v roce 1941 proběhla rozsáhlá rekonstrukce.
Kostel je filiální ve farnosti Jičín, Vikariát Jičín, Diecéze královéhradecká.

## Popis
Kostel je orientován k západu. Jde o jednolodní obdélnou stavbu s půlkruhovým uzavřeným presbytářem. Uzavřená sakristie je v ose se dvěma obdélnými půlkruhovými kaplemi po stranách, pochází z 18. století. Na jižní straně lodi je obdélná kaple, která byla postavena v 17. století, na severní straně je obdélná márnice. Stěny uvnitř jsou členěny pilastry a římsou, zaklenutí je provedeno valenou klenbou s lunetami, na klenbách jsou bohaté raně barokní štukové rámy.

### Věž
Hranolová věž s pilastry v nárožích má v průčelích niky se sochami, snad od kameníka M. Vocáska. Dole jsou umístěny dvě sochy Krista Trpícího, výše jsou sochy andělů a nejvýše sochy pravděpodobně sv. Petra a sv. Pavla.

## Interiér
Hlavní oltář je proveden ve stylu baroka, portálový s točenými sloupy, pochází z období kolem roku 1730, snad z dílny Jelínků z Kosmonos. Po stranách má umístěny sochy sv. Jana Evangelisty a sv. Maří Magdaleny. Střední obraz od A. Lhoty z roku 1879 představuje Bolestnou Pannu Marii. Oltáře v bočních, též barokních kaplích z období po roce 1740, nesou současné obrazy. Vpravo je vyobrazeno Stětí sv. Kateřiny, vlevo je sv. Jeroným. V lodi kostela je umístěn cyklus obrazů ze života sv. Ignáce a sv. Aloise, snad od I. Raaba. Vyřezávané lavice v hlavní lodi pocházejí z roku 1731. Hlavní vstupní dveře jsou z roku 1720. Boční kapli zdobí pamětní desky připomínající výstavbu kostela z let 1629 –1663.

## Okolí kostela

### Sochařská výzdoba
Před kostelem stojí sochy: sv. Juda Tadeáš z roku 1724; sv. Jan Nepomucký, dílo pravděpodobně Suchardy st. z období kolem roku 1820; sv. Florián, dílo Suchardy ml. z období kolem roku 1870. Další významné sochařské práce ukrývají i prostory hřbitova.

### Špitál
Vedle kostela stojí špitál založený společně v roce 1629, dostavěn v roce 1650, později byl několikrát upravován. Jedná se o prostou obdélnou přízemní budovu s bočními štíty.

### Hřbitov
Na hřbitově se nalézá pseudorenesanční kaple Panny Marie, postavena v letech 1906–1907 J. Marešem. Jde o jednolodní obdélnou stavbu s půlkruhovým závěrem a valenou klenbou s lunetami. Oltář je od jičínského řezbáře Josefa Stoklasy. Je zde též řada cenných náhrobků významných sochařů, které ukazují vývoj české funerální plastiky v období 17.–20. století.

## Zajímavost
V roce 1820 byli v kostele oddáni rodiče Bedřicha Smetany.

## Galerie

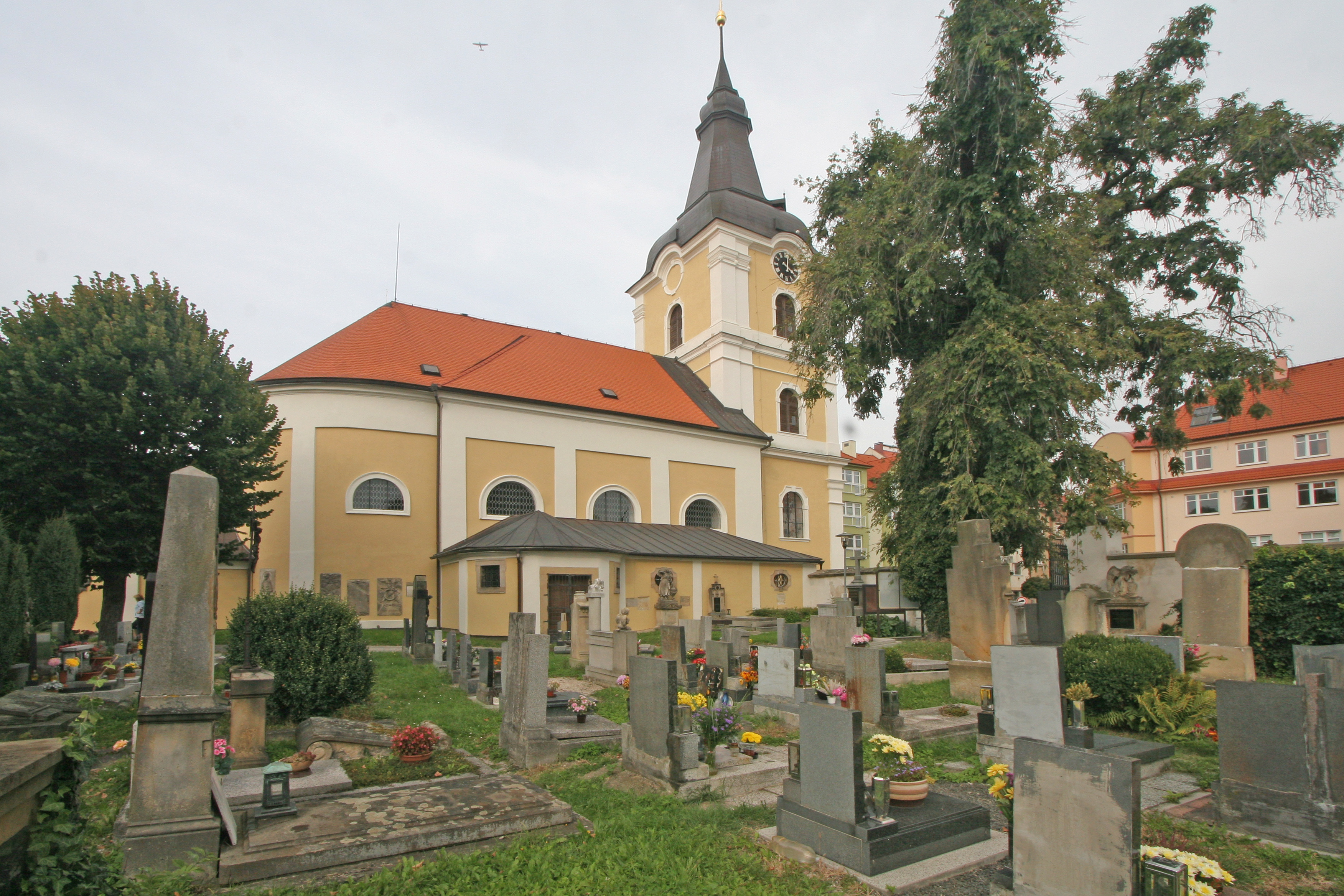
Kostel a část hřbitova, 24. září 2012
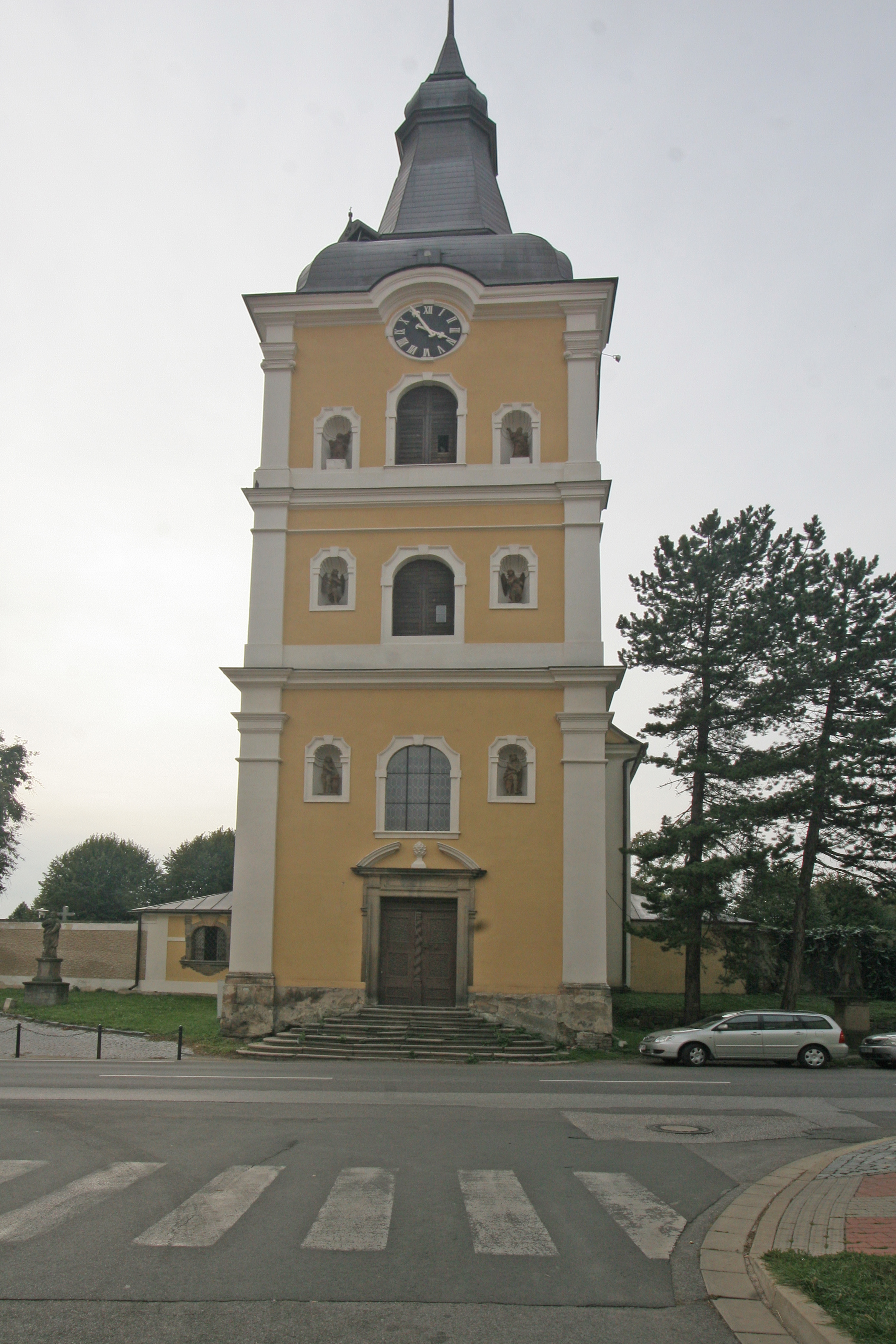
Průčelí kostela, 24. září 2012
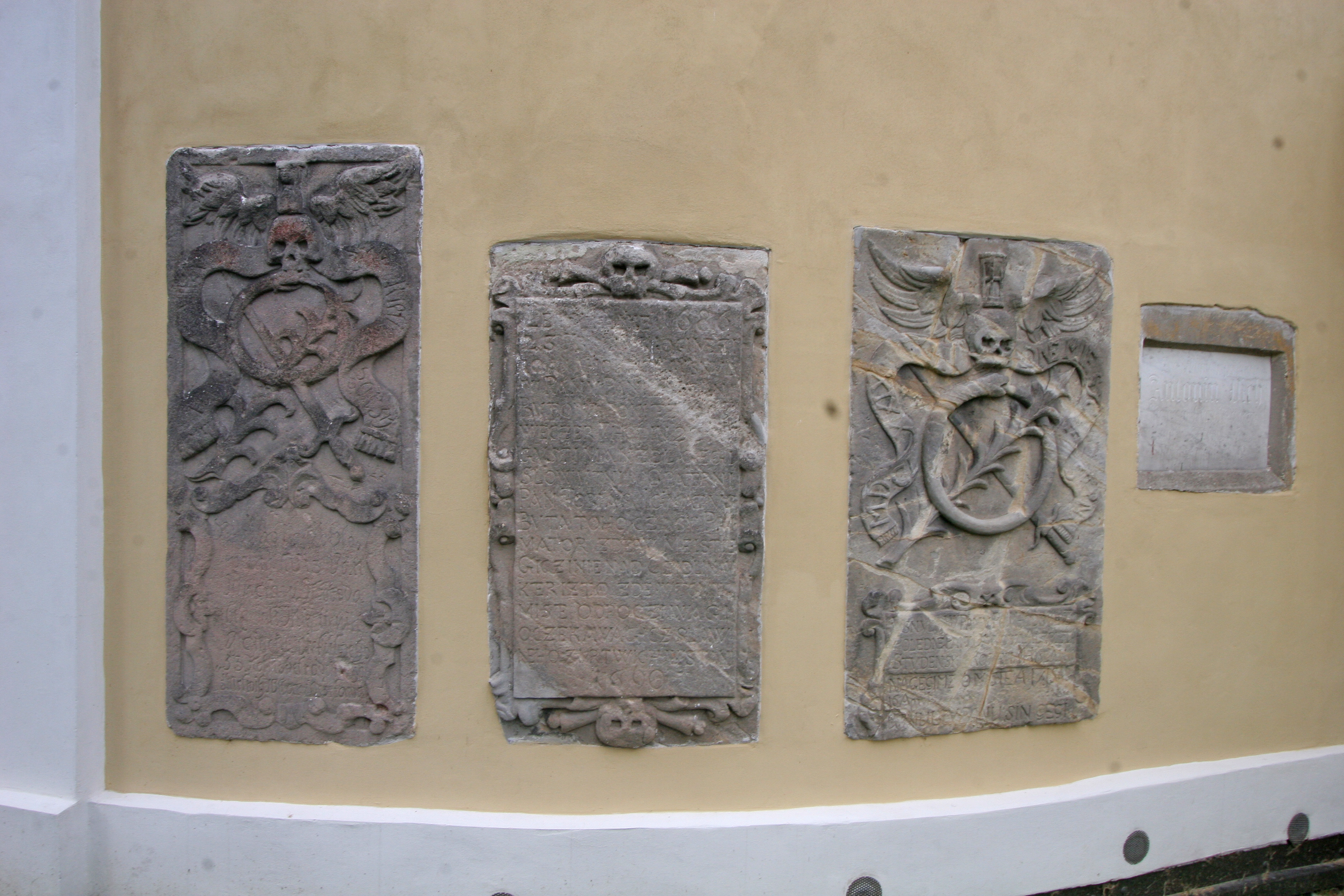
Náhrobní kameny na zdi kostela, 24. září 2012
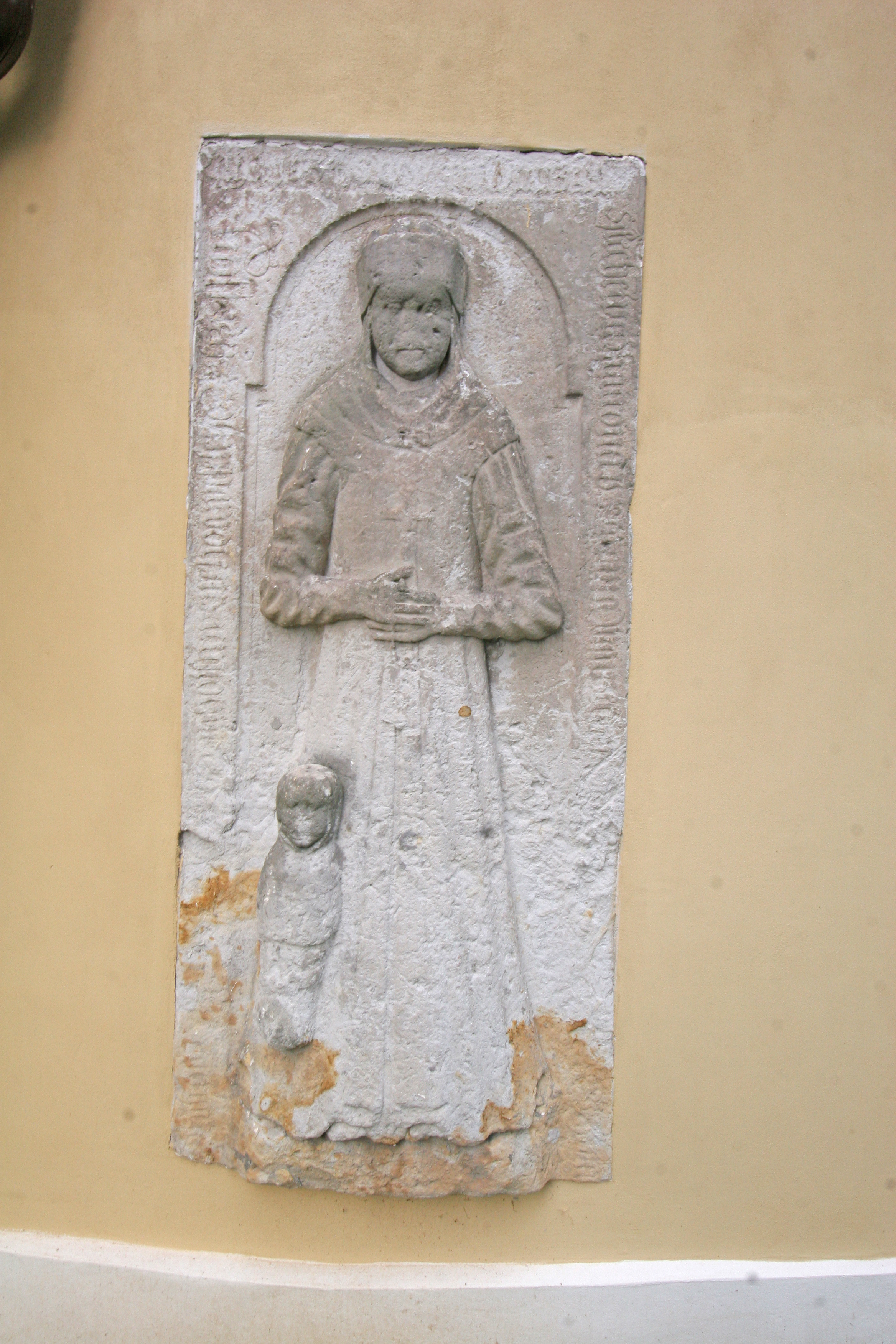
Náhrobní kámen na zdi kostela, 24. září 2012